# Джо Ньюмен
Джо Нью́мен (англ. Joe Newman), повне ім'я Джо́зеф Двайт Нью́мен (англ. Joseph Dwight Newman; 7 вересня 1922, Новий Орлеан, Луїзіана — 4 липня 1992, Нью-Йорк) — американський джазовий трубач і композитор. Грав з Лайонелом Гемптоном, Каунтом Бейсі.

## Біографія
Народився 7 вересня 1922 року в Новому Орлеані, штат Луїзіана. Його батько, Двайт Ньюмен, був піаністом, очолював гурт, з яким грав в клубі Absinthe House в Новому Орлеані і на радіо. Навчався в Уеіверситеті штату Алабама, де його почув Лайонел Гемптон і запросив до свого гурту у 1941 році.
У 1943 році залишив Гемптона та приєднався до Каунта Бейсі, з яким грав у 1943—46 і 1952—1961 роках; також грав з Дж. К. Гердом, Іллінойсом Жаке у 1947 році. У цей період записувався як соліст на лейблах Savoy, Vanguard і RCA. Альбом 1956 року Salute to Satch був записаний з біг-бендом. 
Оселився в Нью-Йорку, став ключовою фігурою в Jazz Interactions, організації, яка проводила навчання з джазової музики. Також грав зі своїм оркестром, для якого написав композицію «Suite for Pops», яка була присвячена Луї Армстронгу.
У 1962 році з Бенні Гудменом їздив на гастролі до Радянського Союзу. У 1974 році грав з Jazz Reportory Co. У 1970-х грав у бродвейських шоу; проводив курси та майстеркласи; співпрацював з преп. Джоном Генселом, написавши дві композиції релігійного характеру. Продовжував виступати в бродвейських шоу та на телебаченні до 1991 року, після чого у нього стався серцевий напад.
Помер 4 липня 1992 року в Нью-Йорку у віці 69 років.

## Дискографія
- All I Wanna Do Is Swing (RCA Victor, 1955)
- I'm Still Swinging (RCA Victor, 1955)
- Salute to Satch (RCA Victor, 1956)
- I Feel Like a Newman (Storyville, 1956)
- Jive at Five (Swingville, 1960)
- Good 'n' Groovy (Swingville, 1961) з Френком Фостером
- Joe's Hap'nin's (Swingville, 1961)
- Joe Newman Quintet at Count Basie's (Mercury, 1961)